# Edgeir Benum
Edgeir Reidar Benum, född 13 oktober 1939 i Verdal, död 18 maj 2024, var en norsk historiker
Benum blev filosofie kandidat 1967 och utnämndes 1972 till professor i historia vid Universitetet i Tromsø. Vidare verkade han som professor i historia vid Universitetet i Oslo från 1980 till pensioneringen 2009. Han är ledamot av  Det Norske Videnskaps-Akademi.
Benums första större verk var ett band av Sentraladministrasjonens historie, utgivet år 1979, i vilket han behandlade perioden 1845–1884. I övrigt har han dock ägnat sig efterkrigstiden, bland annat i bandet Byråkratienes by i verket Oslo bys historie, som han för övrigt var redaktör för, samt i bandet Overflod og fremtidsfrykt i Aschehougs Norgeshistorie.
Han var bror till professor Pål Benum.